# 폐불훼석
폐불훼석(일본어: 廃仏毀釈 하이부쓰키샤쿠[*], 일본어 구자체: 廢佛毀釋)은 당시 막 성립되었던 메이지 정부(일본 제국)가 불교 사원과 승려들이 받고 있던 특권을 무너뜨리기 위해서 사원, 불경, 불상 등을 훼손한 사건이다.

## 개요

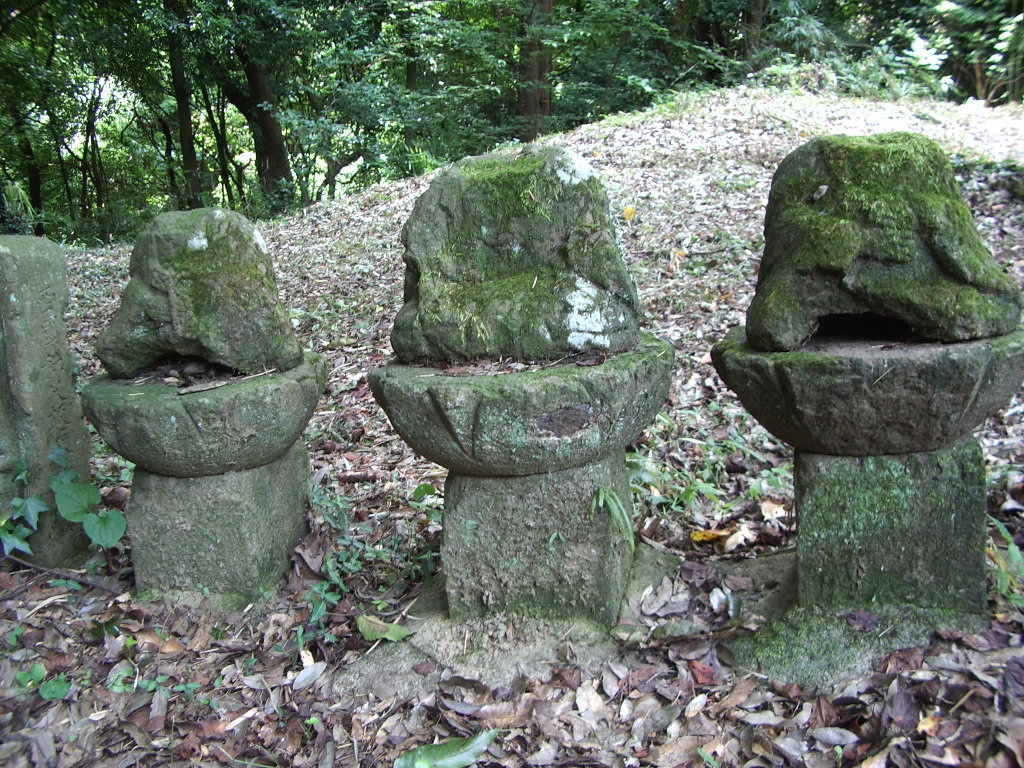
파괴된 불상

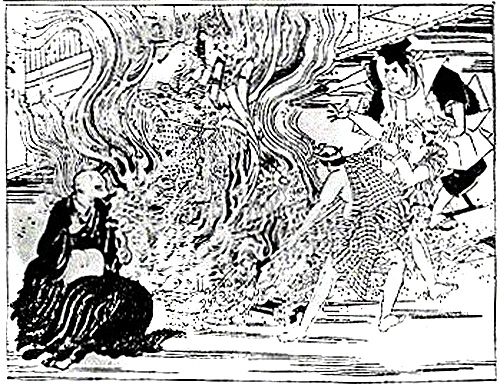
불경을 태우는 민중

대정봉환(大政奉還) 이후 게이오(慶応) 4년(1868년) 1월 3일에 수립된 일본제국이 게이오 4년 3월 13일(1868년 4월 5일) 발표한 태정관 포고(통칭 신불 분리령"神仏分離令 또는 신불판연령이라고 한다) 및 1870년(메이지 3년) 1월 3일(양력 2월 3일)에 나온 조서 대교선포(大教宣布) 등의 정책이 확대해석되어 폭주한 민중들에 의해 불교 사원과 불상, 불경 등의 파괴로 이어졌다.
일본 정부의 신불분리령이나 대교선포는 어디까지나 신토(神道)와 불교를 분리한다는 것이 목적이었고 불교 배척의 의도는 없었음에도 결과적으로 폐불훼석 운동(폐불 운동)이라 불리는 불교 시설 파괴 운동을 일으켜 버린 것이다. 신불습합의 폐지, 불상을 신체(神体)로 사용하는 것에 대한 금지, 신사에서 불교적인 요소를 배제하는 것 등이 이루어졌다. 신사마다 제신(祭神)이 결정되고 사원이 통폐합되고 승려들은 신직(神職)으로 전향되었으며 불상 및 불구(仏具)의 파괴, 불교 행사 금지 등이 나타났다. 1871년(메이지 4년) 정월 5일(2월 23일) 부태정관포고(付太政官布告)에서 지사령 상지령(寺社領上知令)이 포고되어 경내를 제외하고 사찰이나 신사의 영지는 국가가 소유하게 되었다. 일향종(一向宗)의 교세가 강성했던 미카와(三河)나 에치젠(越前)에서는 이러한 처치에 반발하는 잇코잇키(一向一揆)도 발생하였는데 이를 제외하면 전체적으로 크게 반항하는 것은 없었고, 2、3년 뒤에는 종식되었다.

## 목적
메이지 정부는 일본 천황을 정점으로 하는 정부이지만, 설립 당시에는 메이지 천황은 단지 16살이고, 조슈번과 사쓰마번의 번주가 실권을 잡고 있었다. 조슈 번이나 사쓰마 번에서는 개항 이래로 무분별하게 범람하는 근대 사조(思潮)에 대해 천황제를 방위한다는 취지에서 민중으로부터 위정자에 이르기까지 모두 "천황의 충신"으로 만드는 정책을 추진하기 위해, 에도 시대까지 보급되어 있던 신도와 불교에 대한 단속에 나섰다. 이때 만들어진 국가 종교가 "천황교"라고도 별칭되는 "국가신도"이다..
"폐불훼석" 운동은 에도 막부의 지샤부교(寺社奉行)와 사원법도에 의해 보호되어 온 불교 사원에 대한 공격이 격렬하였다. 메이지 정부는 옛 막부에 대한 민중의 불만을 폐불훼석을 내세워 피하려고 하였다. 메이지 정부는 "육식과 유부남을 자유롭게 하라"고 트집을 잡아 불교계를 공격했다. 또한 폐불훼석의 추진에 바탕이 된 이데올로기로 "국학"(영어 직역 : study of nationality)이 있었다. 일본의 국가 정체성을 추구한 국학의 학자들이 "일본의 국가 정체성은 천황이다."라는 이념을 고취하면서 불교 배척을 촉진했다.
메이지 정부는 신도를 국가 통합의 발판으로 삼고자 했다. 일부 국학자의 주도 아래, 불교는 외래의 종교이다고 하여, 그때까지 다양한 특권을 가지고 있던 불교 세력의 재산이나 지위를 박탈했다. 에도 시대까지는 사원법도에 의해서 금지되고 있던 승려의 육식과 결혼을, 메이지 정부는 「육식이건 결혼이건 마음대로 할 수 있다」라고 하여, 승려들을 파계시켜 환속시키려 했다. 메이지 정부를 수립했던 사쓰마 번에서는 도쿠가와 왕조가 붕괴하기 전부터 이미 폐불훼석이 철저하게 이루어졌으며, 1616개의 사원이 강제 폐업했다. 당시 2966명에 달했던 승려 중 약 1000명은 군속되었다.

## 피해
오사카(大阪)의 스미요시 대사(住吉大社)의 진구지(神宮寺)의 경우 쌍탑을 가진 대가람이었는데 1873년(메이지 6년)에 대부분이 헐렸다. 나라(奈良)의 고후쿠지(興福寺)의 식당은 1875년(메이지 8년)에 파괴되었고, 데와 산잔(出羽三山)에 대해서는 1874년(메이지 7년) 이후 폐불훼석이 시작되었다.
예를 들어 가즈사국(上總國, 지바현千葉県)의 거산(鋸山)에 있던 오백나한상(五百羅漢像)은 모조리 파괴를 당했다. 오늘날에는 수복되어 있지만 나한상에는 파괴 당시의 깨졌던 흔적이 남아 있다. 또한 화족(華族)의 묘지 매장 방식도 불교 방식에서 신토 방식으로 바뀌었다.
이세국(伊勢国, 미에현三重県)에는 이세 신궁(伊勢神宮)이 위치한 곳이라 해서 격렬한 폐불훼석이 이루어졌고, 신궁과의 관계가 깊었던 교코인(慶光院) 등 100여 곳 이상의 사찰이 폐사되었다. 특별히 신궁이 위치한 우지야마다(宇治山田, 오늘날의 이세시伊勢市)는 사찰의 수가 3백 곳에 이르던 것이 15곳 정도로 감소하였다. 때문에 미에 현은 일본 전국적으로도 오래된 건물의 수 자체가 적다.
메이지 신정부는 신토를 국가통합의 기간으로 삼을 의도였다. 일부 국학자의 주도 아래 불교는 외래 종교로 몰렸고, 그때까지의 특권을 지니고 있던 불교 세력의 재산이나 지위는 박탈당하였다. 승려보다 하위에 있던 신관들 가운데 일부는 「폐불훼석」운동을 스스로 일으켜서 사찰을 파괴하고 토지를 접수하는 자도 있었다. 또한 승려 가운데 신관이나 병사가 되었던 자들이나 사찰 토지나 보물을 팔아넘기는 자들도 있었다. 오늘날 일본의 국보로 지정되어 있는 고후쿠지의 오중탑(五重塔)은 폐불훼석 당시에 겨우 25엔이라는 가격에 팔려 땔감으로 사라질뻔하기도 하였다. 대찰로써 광대한 가람을 소유하고 있었다고 전하는 우치야마 에이큐지(内山永久寺)는 파괴되고 그 흔적도 남지 않게 되었다. 안토쿠 천황(安徳天皇)의 능원과 헤이케(平家)를 모신 무덤이 경내에 위치해 있고 「귀 없는 호이치」(耳なし芳一) 전설의 무대로도 유명한 아미타지(阿弥陀寺)도 폐찰되어 아카마 신궁(赤間神宮)으로 바뀌어 오늘날에 이르고 있다.
폐불훼석이 가장 철저했던 사쓰마번(薩摩藩)에서는 1616곳의 사찰이 폐찰되었고 환속된 승려는 2966명에 달했다. 이 가운데 3분의 1이 군속(軍属)이 되었기 때문에 사찰 소유 영지였다가 몰수된 재산이나 인원이 강제적으로 병과(兵科)로 넘어갔다고도 한다. 미노국(美濃国, 기후현岐阜県)의 나에기 번(苗木藩)에서도 메이지 초기 철저한 폐불훼석이 이루어졌는데 영내의 모든 사찰과 불단, 불상들이 파괴되고 역대 나에기 번주의 보리사(菩提寺)였던 운림사(雲林寺)도 폐찰되어 오늘날까지도 장례 의식을 불교가 아닌 신토 형식으로 행하는 가정이 많다.
한편으로 오와리국(尾張国, 아이치현愛知県)에서는 쓰시마 신사(津島神社)의 진구지(神宮寺)였던 호슈인(宝寿院)이 불교와 관련된 물품을 신사에서 처분하는 것으로 존속할 수 있었다.
폐불훼석의 정도는 지역에 따라 크게 차이가 났는데 주로 국학이 얼마나 보급되었느냐에 따라 달랐다. 히라타 아쓰타네(平田篤胤)파의 국학이나 미토학(水戸学)의 경우 신불습합이라는 것 자체를 불순하다고 보았고, 그만큼 불교의 배척도 철저하였다. 폐불훼석은 신토를 국교화하는 운동으로 이어졌으며 신토를 국가통합의 기간으로 하려는 정부의 움직임에도 호응해 국가신토(国家神道)의 발단이 되었다.
한편으로 에도 시대 막부의 간접통치 시스템으로써 지샤부교에 의한 사청 제도(寺請制度)로 사원을 통한 민중 관리가 법제화되었고 당시의 권력으로부터 받은 특권에 안주한 불교계의 부패에 대한 민중의 반발에 의한 것이었다는 일면도 있다. 번정 시대(藩政時代)의 특권을 사원이 상실하는 사태로부터 초래된 불교의 위기는 불교계의 변혁을 촉구해 전통불교의 근대화로 귀결되었다.
오나베 데루히코(尾鍋輝彦)는 근대 국가 형성기에 있어서 국가와 종교의 문제로써 같은 시기 프로이센에서 벌어졌던 오토 폰 비스마르크의 이른바 문화투쟁(文化闘争)과의 유사성을 지적하기도 한다.
메이지 시대의 신불분리 정책 이후 불상과 불구의 파괴를 수반하는 전국적인 폐불훼석이 벌어졌다. 신불분리가 폐불훼석에까지 이르게 된 원인은 지역 및 사례별로 다양하지만 폐불 사상이 배경이 된 것 외에도 근세까지의 일본에서의 사단제도(寺檀制度) 아래서의 사원에 의한 관리 ・ 통제에 대한 신관 및 서민들의 반발이나 지방관이 사찰 재산을 국유화하는 것을 노리고 저지르는 등 사회적, 정치적 이유도 다분하였다. 일본 정부는 폐불훼석 등의 행위에 대해서 「사인(社人)과 승려(僧侶) 모두 난폭한 짓을 하지 말라」고 하거나 「신불분리가 폐불훼석을 의미하는 것은 아니」라며 주의를 거듭 환기하는 태도를 보였다.

## 해외 불교 배척 운동
- 문화 대혁명의 홍위병에 의한, 불교를 포함한 종교 시설 전반의 파괴.
- 탈레반에 의한 바미얀 석불 파괴 (2001년 3월), 여성의 취업과 교육 금지.

## 같이 보기
- 숭유억불
- 반달리즘
- 국가신도
- 문명개화
- 부국강병
- 문화 대혁명
- 탈레반